# ラスムス・バルトリン
ラスムス・バルトリン（Rasmus Bartholin, 1625年8月13日 - 1698年11月4日）は、デンマークの医師、文法学者。

## 経歴
ロスキレ出身。カスパー・バルトリン（1585–1629）とAnna Fincke（数学者トーマス・フィンケの娘）の間に生まれる。
勉強の一環として、ヨーロッパを10年間旅行した。オランダ、イングランド、フランス、イタリアに滞在した。1647年、コペンハーゲン大学で修士号を取得した。1654年、パドヴァ大学で博士号を取得した。
コペンハーゲン大学の教授を務め、最初は幾何学であったが後に医学の教授を務めた。医学部、司書の長や学長でもあった。1657年に最初のデンマーク語の文法書 De studio lingvæ danicæ をラテン語で著した。
特に、1669年に氷州石（方解石）による光線の複屈折を発見したことで知られる。この現象を正確に描写に発表したが、当時光の物理学的性質が十分に理解されていなかったため、説明することができなかった。およそ1801年にトマス・ヤングが光の波動説を提案した後に説明することができるようになった。

## 血縁
兄にトーマス・バルトリン(1616–1680)がいる。